# همجنس‌گرای سابق سابق
همجنس‌گرای سابق سابق (انگلیسی: Ex-ex-gay) افرادی هستند که سابقاً در جنبش همجنس‌گرایان سابق شرکت داشتند. آن‌ها در این جنبش سعی بر تغییر گرایش جنسی به دگرجنس‌گرایی داشتند، اما بعد این افراد به صورت اعلام کردند که گرایش جنسی نادگرجنس‌گرایانه دارند.